# Stała sieci krystalicznej
Stała sieci krystalicznej – odległość między środkami sąsiednich komórek elementarnych w krysztale.

## Obliczanie
Obliczyć stałą sieci krystalicznej można, jeżeli znany jest skład chemiczny kryształu i jego struktura krystaliczna. Zadanie sprowadza się do ustalenia liczby cząsteczek, atomów lub jonów w komórce elementarnej, wyrażenie jej objętości przez stałą sieci krystalicznej i przeprowadzenie odpowiednich obliczeń na podstawie znajomości gęstości kryształu.
Objętość molową można wyrazić wzorami:
{\displaystyle V={\frac {1}{4}}N_{A}d^{3},}
gdzie:
{\displaystyle N_{A}} – stała Avogadra [1/mol],
{\displaystyle d} – stała sieci krystalicznej [m]
oraz
{\displaystyle V={\frac {M}{\rho }},}
gdzie:
{\displaystyle M} – masa molowa [g/mol],
{\displaystyle \rho } – gęstość kryształu [g/dm³].
Przyrównując oba wzory stronami:
{\displaystyle {\frac {1}{4}}N_{A}d^{3}={\frac {M}{\rho }},}
stąd:
{\displaystyle d={\sqrt[{3}]{\frac {4M}{N_{A}\rho }}}.}

## Wartości stałych

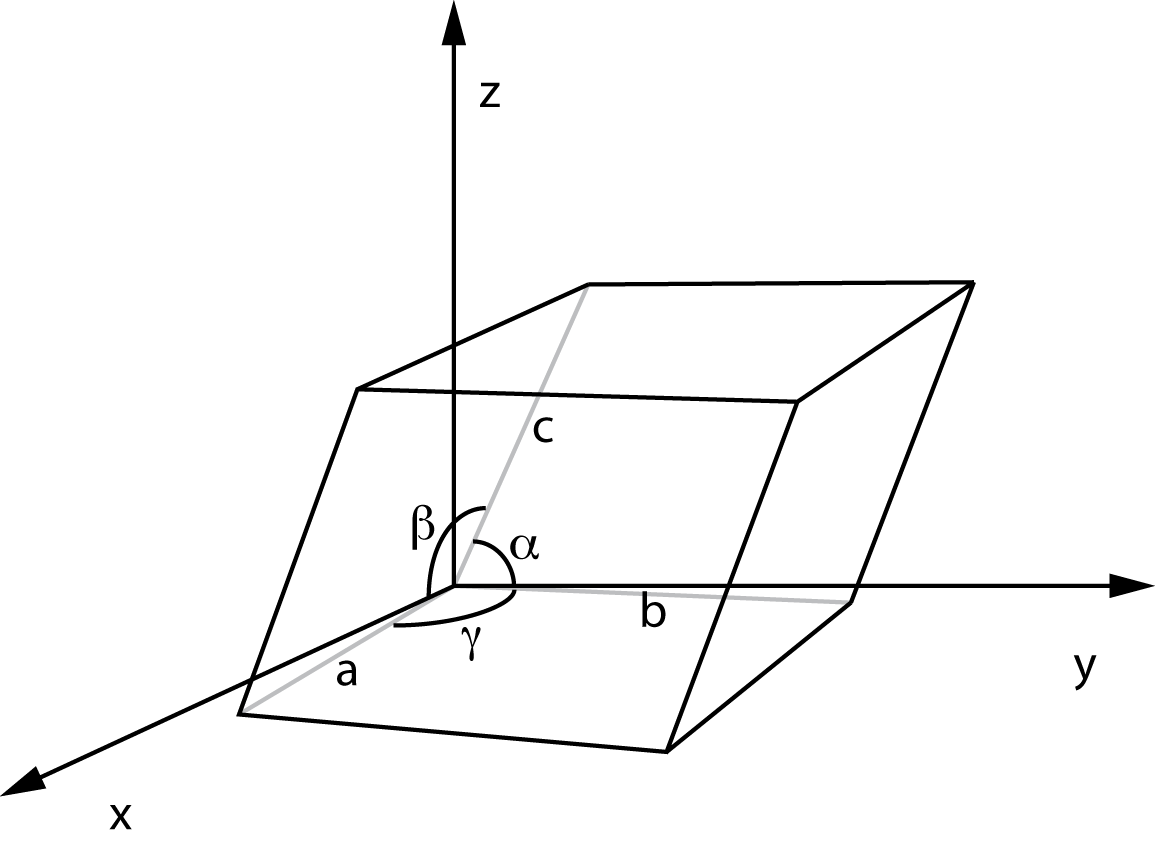
Definicje osi a, b, c i kątów α, β, γ

| Układ krystalograficzny | Periody identyczności | Kąty między osiami    |
| ----------------------- | --------------------- | --------------------- |
| regularny               | a = b = c             | α = β = γ = 90°       |
| heksagonalny            | a = b ≠ c             | α = β = 90°; γ = 120° |
| tetragonalny            | a = b ≠ c             | α = β = γ = 90°       |
| rombowy                 | a ≠ b ≠ c             | α = β = γ = 90°       |
| jednoskośny             | a ≠ b ≠ c             | α = γ = 90°; β ≠ 90°  |
| trójskośny              | a ≠ b ≠ c             | α ≠ β ≠ γ             |